# James Taylor Harwood
James Taylor Harwood, né le 8 avril 1860 à Lehi dans l'Utah et mort le 16 octobre 1940 à Salt Lake City, est un artiste américain, graveur, peintre et enseignant. Il est le premier peintre de l'Utah dont les œuvres sont exposées au Salon de Paris, Preparations for Dinner (1892), Young Mechanic (1903), Boy Whittler (1904) et Adoration of the Ages (1905).

## Famille et études
James, né à Lehi dans l'Utah, est le fils de Sarah Jane Taylor et de James Harwood, un fabricant de harnais et commerçant mormon. Aimant dessiné, il prend des cours avec les artistes locaux, George Martin Ottinger, Alfred Lambourne et Danquart Anthon Weggeland. Il entreprend, en 1885, des études à la California School of Design de San Francisco, sous la direction de Virgil Macey Williams (1830-1886). Dans cette école, il se lie d'amitié avec l'un de ses condisciples, Guy Rose, avec qui il envisage de partir étudier à Paris. Harwood rentre en Utah en 1887 et ouvre un atelier, réalisant des portraits et donnant des cours. L'une de ses étudiantes, Harriet Richards (1870-1922), va devenir son épouse. Elle est la fille d'un dirigeant de l'Église de Jésus-Christ des saints des derniers jours, Willard Richards.  En 1888, Harwood a suffisamment économisé pour se rendre à Paris et avec Guy Rose part pour New York, où ils embarquent pour la France. À Paris, les deux amis se partagent une chambre et s'inscrivent, en septembre 1888, à l'Académie Julian, où leur maîtres sont Benjamin-Constant, Lefebvre et Laurens. L'année suivante, Harwood réussit l'examen d'entrée de l'École des beaux-arts et travaille sous la direction de Léon Bonnat.

## Carrière
Le 25 juin 1891, il épouse, à Paris, son ancienne élève, Harriet Richards, qui étudie à l'Académie Julian. Leur voyage de noces a lieu en Bretagne, à Pont-Aven, où réside une colonie d'artistes. C'est là qu'il rencontre le peintre afro-américain Henry Ossawa Tanner. Au Salon de Paris, en 1892, son tableau Preparations for Dinner est exposé. Son maître, Léon Bonnat, dans une lettre écrit que Harwood était « l'un de mes élèves les plus doués et un artiste talentueux ». Harwood retourne à Salt Lake City, en 1893, où avec Edwin Evans (1860-1946) et John Hafen (1856-1910), ils fondent leur Academy of Art. Harriet Richards Harwood, son épouse, expose l'une de ses toiles au pavillon de l'Utah, lors de la World's Columbian Exposition de Chicago, alors que lui-même est présent au Fine Arts Building avec sa toile Preparations for Dinner.
Pendant les années qui suivent, les Harwood font de fréquents voyages entre Salt Lake City et Paris. Au cours des années, le style de Harwood évolue, il abandonne peu à peu le style académique et réaliste pour se rapprocher de l’impressionnisme. En avril 1921, son épouse Harriet meurt. Il est nommé président de l'institut des beaux-arts de l'université de l'Utah, en 1923. C'est à ce poste qu'il rencontre, en 1927, une jeune étudiante en lettres, Ione Godwin. Malgré une différence d'âge de quarante-sept ans, un couple, qui va scandaliser la bonne société de Salt Lake city, se forme. Le 1er juin 1929, ils se marient, Ione devient la muse de Harwood alors âgé de soixante-dix ans. Il démissionne de l'université et le couple part pour Paris, où ils ont deux enfants. Il peint, voyage, s'essaie au pointillisme et participe à des expositions. En 1939, les rumeurs de guerre font revenir les Harwood à Salt Lake city et c'est là qu'il meurt le 16 octobre 1940.